# Intento de golpe de Estado en Somalia de 1978
El intento de golpe de Estado somalí de 1978 fue un violento intento de golpe militar que tuvo lugar en Somalia (entonces República Democrática Somalí) el 9 de abril de 1978, contra el régimen del presidente Siad Barre. La Agencia Central de Inteligencia de Estados Unidos estimó que en el golpe, dirigido por el coronel Mohamed Osman Irro, participaron unos 24 oficiales, 2.000 soldados y 65 tanques. Tras el fallido golpe, 17 presuntos cabecillas, incluido Osman, fueron ejecutados sumariamente por un pelotón de fusilamiento.

## Fondo
El intento de golpe fue organizado por un grupo de oficiales descontentos del ejército, dirigidos por el coronel Mohamed Osman Irro, tras la desastrosa guerra de Ogadén contra Etiopía (entonces gobernada por el Derg liderado por Mengistu). La guerra fue iniciada por Siad Barre, que había llegado al poder una década antes en el golpe de Estado somalí de 1969.
Un memorando de la Agencia Central de Inteligencia de Estados Unidos (CIA) redactado al mes siguiente especulaba con que el golpe se había producido en respuesta a que Barre había ordenado la detención y ejecución de oficiales que habían participado en la guerra de Ogaden. Los oficiales creían que Barre había utilizado intencionadamente tropas de otros clanes como "carne de cañón", mientras que los oficiales de su propio clan Marehan recibían órdenes más seguras. El informe concluía que los oficiales implicados en el golpe "estaban motivados, al menos en la misma medida, por antiguas animosidades étnicas hacia Barre que por el desencanto con su régimen tras la debacle de Ogaden".

## Golpe

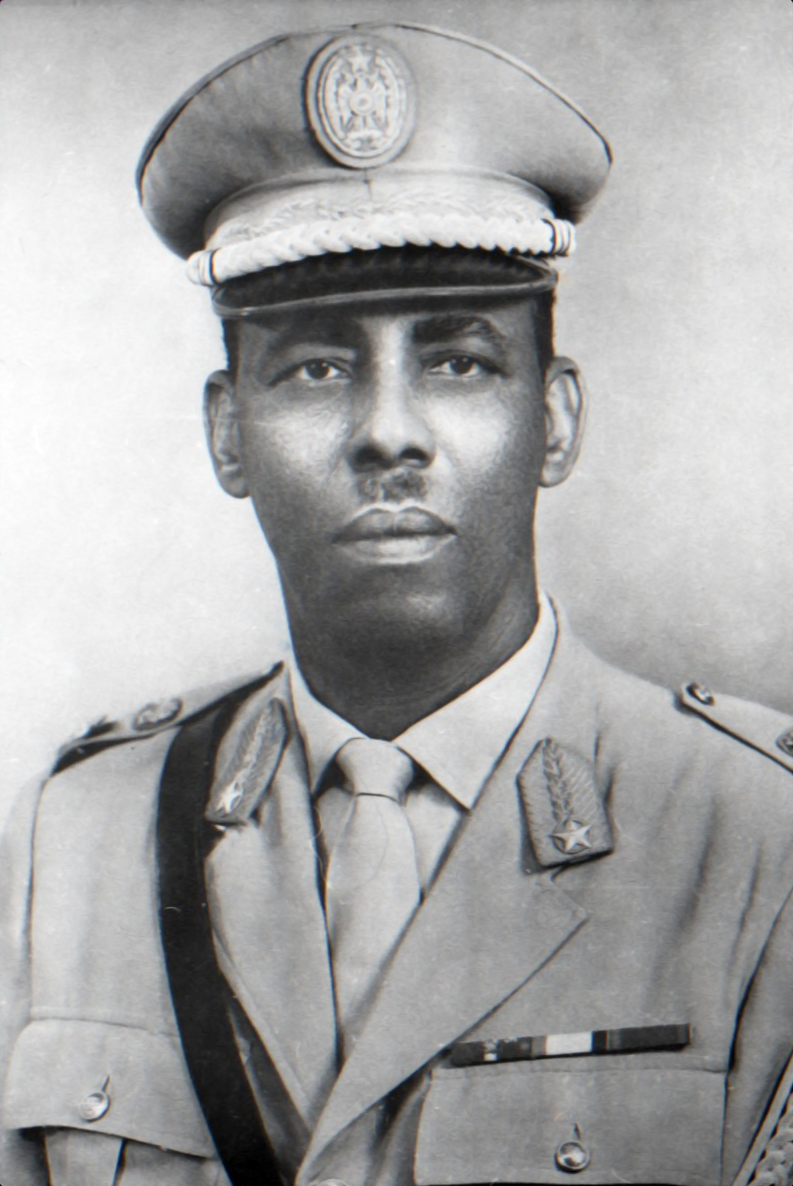
Siad Barre alrededor de 1970

El golpe se inició el 9 de abril de 1978. El grueso de los combates concluyó en el transcurso del día.
Se produjeron tiroteos en la aldea de Afgoy, al sur de la capital, Mogadiscio, y se oyeron disparos de armas ligeras y explosiones en las afueras de la capital. En un principio estaba previsto que el golpe comenzara en Hargeisa, pero es probable que Barre conociera el intento de antemano y pudiera desbaratarlo antes de que se iniciara, así como posicionar fuerzas leales a él en la capital.
La CIA calculó que en el golpe participaron unos 24 oficiales, 2.000 soldados y 65 tanques.

## Secuelas
Tras el golpe fallido, 17 presuntos cabecillas, incluido Osman, fueron ejecutados sumariamente por un pelotón de fusilamiento. Barre utilizó el golpe como justificación para purgar a los miembros de los clanes implicados en el golpe de los cargos gubernamentales y militares.
Uno de los conspiradores, el teniente coronel Abdullahi Yusuf Ahmed, escapó a Etiopía y fundó una organización anti-Siad Barre llamada inicialmente Frente de Salvación Somalí (FSS; más tarde Frente Democrático de Salvación Somalí, FDSS), iniciando la Rebelión Somalí y, finalmente, la Guerra Civil Somalí.

## Alegación de participación del Bloque del Este
Barre culpó del intento de golpe al bloque del Este, concretamente a la Unión Soviética y Cuba, países que apoyaron a Etiopía en la guerra de Ogaden, calificándolos de "nuevos imperialistas". La CIA determinó que la Unión Soviética no estaba detrás del intento de golpe, sino que buscaba derrocar a Barre. Inmediatamente después del golpe, Somalia empezó a recibir ayuda exterior de la República Popular China.